# Cidade Nova
Cidade Nova és un barri de la Zona Central de Rio de Janeiro. El divideix la avinguda President Vargas, la més gran de la ciutat localitzada en la convergència entre el Centre i la Zona Nord. Limita amb els barris Centro, Catumbi, Estácio, Santo Cristo, i també té un accés a Santa Teresa, i també limita amb Praça da Bandeira, ja a la Zona Nord.

## Història
Els primers registres del nom Cidade Nova es remunten als anys 1820, durant el regnat de Joan VI de Portugal. Fins a l'inici del segle xix, la regió era un terreny ocupat per la llacuna Sentinela i el pantà de Mangue, que calia travessar per anar del Centre i a les zones rurals de Tijuca i São Cristovão. Amb els guanys de terra (aterros) de principis del segle xx, va sorgir el projecte d'impulsar el creixement de la ciutat per aquesta zona, venint d'aquí el nom.
L'avinguda President Vargas era una extensa regió pantanosa, comprenent els manglars de la Gamboa Gran i el final de la badia (saco) de San Diego. Aquests van ser assecats a principis del segle xix. Allí es va formar llavors el "Camp de Mart", destinat a maniobres de tropes militars i exercicis de tir.
També va ser obert el "Caminho do Aterrado", - o de les Lanternas, sobre el qual el carrer "São Pedro de Cidade Nova" arribaria al "Ponte dos Marinheiros", renovat perquè la família imperial tingués accés del Palau de São Cristóvão pel que seria Santa Teresa. El Baró de Mauá va instal·lar en el carrer São Pedro, el 1851, la "fàbrica de gas", projecte de l'anglès Guilherme Bragge.
A partir de 1860 la Ciutat Nova va ser característicament un barri proletari, de petites cases obreres. S'hi localitzava l'antiga Plaça 11 de Juny, que seria destruïda amb les obres d'obertura de l'Avinguda President Vargas, els anys 1930. Els voltants de l'antiga plaça, no obstant això, manté el nom de Plaza XI i constitueixen un barri separat.
En 1895, es va completar l'assecat dels pantans veïns amb terres que van venir del Muero de Senado. Van ser llavors oberts els carrers Visconde Duprat, Pinto de Azevedo, Pereira Franco, dels Tramvies, entre d'altres.

### Segle XX
Els anys 1910, Cidade Nova va ser una zona vermella. Les antigues cases obreres es van convertir en bordells i algunes residències nobles, com Vila Mimosa, van donar lloc a cases de tolerància. Des dels anys 1960, diverses d'aquestes cases van anar sent adquirides i demolides per donar lloc a edificis residencials i comercials, donant l'actual verticalització del barri. L'àrea on es localitzava Vila Mimosa acull avui la prefectura i el teleport de la ciutat.

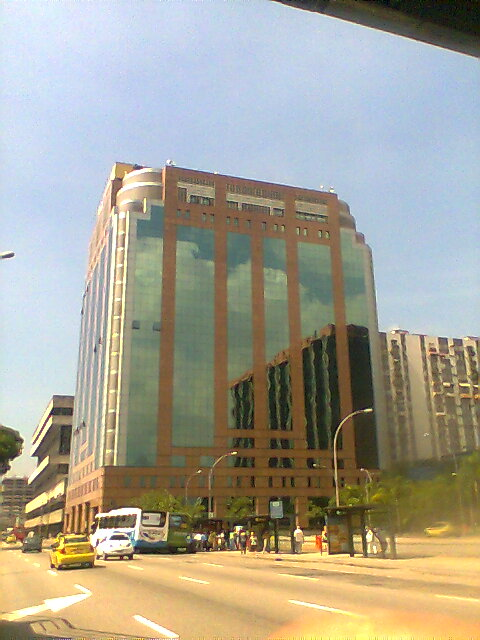
Teleporto de Rio de Janeiro.

En els anys 1970 el barri va començar a descompondre's per la devaluació immobiliària, llavors es van fer projectes de reurbanització i reocupació de la zona, tots parcialment executats. D'altra banda, es va executar una altra obra important, la construcció del Sambódromo del Marquès de Sapucaí a l'abandonat carrer del mateix nom, inaugurat el 1984 amb un projecte d'Oscar Niemeyer.

### Segle XXI
Des de 2005, es va iniciar un projecte de creació d'un nou pol de desenvolupament a Rio de Janeiro en el barri, a fi i efecte de fer baixar la densitat d'edificis del barri del Centre.